# Fan Li
Fan Li (Fàn LǐS, 范蠡P; Chu, 536 a.C. o 517 a.C. – 448 a.C.) è stato un politico cinese, stratega ed economista del periodo delle primavere e degli autunni, noto anche come Qiyi Zipi (鸱夷子皮) o Tao Zhugong (陶朱公).
Fu consigliere dello stato di Yue, poi cancelliere di Qi. Si arricchì in più occasioni e ogni volta ridistribuì la ricchezza accumulata, diventando una figura leggendaria nel commercio cinese. Sua moglie Xi Shi è una delle famose quattro bellezze dell'antica Cina.

## Biografia

### Gioventù
Si dice che Fan Li discenda dall'imperatore Yao (帝堯) che era lui stesso un discendente di quinta generazione dell'Imperatore Giallo (黃帝).
Fan Li è nato a Sanhucheng (cinese: 三戶子; pinyin: sān hù chéng), un'antica località di Chu situata oggi nello xian di Xichuan vicino alla città di Siwan (寺湾镇) in provincia dall'Henan. Nasce alla fine del VI secolo a.C., precisamente il 26 luglio 536 a.C. durante il quinto anno del re Ling di Chu secondo la tradizione storica, o forse nel 517 a.C. secondo altre fonti. Il suo nome di nascita è Shaobo (少 伯). Fan Li ha trascorso i suoi primi anni a Chu e ha studiato lì.
Fan Li ha iniziato a fare affari fondando una farmacia di medicina tradizionale cinese. La farmacia originariamente aveva solo due dipendenti anziani, lo zio He (何伯) e lo zio De (德叔). Tuttavia, l'attività si sta espandendo in modo significativo e sta assumendo la piccola Wen (小文), il figlio più giovane di zio Bo.

### Carriera in Yue
Il re Goujian de Yue e il suo ministro Wen Zhong chiamano Fan Li come consigliere.

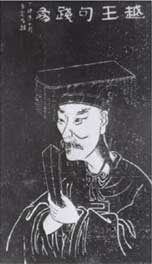
Re Goujian di Yue.

Nel 496, il re Helü di Wu tentò di invadere Yue e morì per le ferite. Nel 494, Goujian apprende che il re Fu Chai di Wu, figlio di Helü, sta preparando un attacco per vendicare suo padre; Fan Li consiglia cautela ma Goujian decide di attaccare Wu.La battaglia decisiva di Fujiao (夫椒) vicino al Tai Hu nell'attuale Jiangsu si trasforma in svantaggio di Yue. Goujian sopporta tre anni di prigionia come ostaggio a Wu, poi, tornato a Yue, impegna il suo regno a un decennio di riforme economiche e politiche consigliate da Wen Zhong e Fan Li prima di riattaccare vittoriosamente Wu nel 473 e infine annetterlo. intorno al 470 a.C. Dopo la vittoria, Fan Li si dimette e parte per Qi. Ha poi scritto, si dice da Qi, una lettera a Wen Zhong consigliandogli di lasciare il servizio di re Goujian. Wen Zhong rifiuta e in seguito sarà costretto al suicidio da Goujian.

### Carriera in Qi
Fan Li si stabilisce a Qi accompagnato da Xi Shi, una delle famose quattro bellezze dell'antica Cina. Fan Li in questo periodo prese il soprannome di Chiyi Zipi (cinese: 鸱夷子皮; pinyin: chīyí zipí) e fece affari, accumulando ricchezza in pochi anni. Il re di Qi lo invita al governo nella sua capitale Linzi (临淄) oggi nella città di Zibo nello Shandong. Appena tre anni dopo, restituisce il suo sigillo al re di Qi e disperde la ricchezza che ha accumulato.

### Ritiro
Fan Li e Xi Shi migrano di nuovo, questa volta a Tao (陶, a nord-ovest dell'attuale Dingtao xian nello Shandong). Tao è al centro dell'allora mondo cinese tra i regni di Qi e Lu a est, Qin e Zheng a ovest, Jin e Yan a nord, Chu e Yue a sud. È il posto perfetto per fare affari e Fan Li si arricchisce per la terza volta.
Fu in questo momento che prese il soprannome di Tao Zhugong (cinese: 陶朱公; pinyin: Táo Zhūgōng) con il quale rimarrà conosciuto. Ad un certo punto il figlio minore viene imprigionato a Chu per omicidio; Fan Li e suo figlio maggiore intervengono con il ministro di Chu e tentano senza successo di corromperlo.
La tradizione raffigura Fan Li e Xi Shi su una barca da pesca nelle nebbie del Tai Hu alla maniera degli antichi immortali taoisti. La leggenda del ritiro sul lago con Xi Shi è raccontata negli Annali di Wu e Yue.
Secondo la tradizione storica, Fan Li morì nel 448 a.C. DC durante il 41 ° anno del re Hui di Chu.
Fan Li è l'antenato di Fan Zhongyan (范仲淹), famoso cancelliere della dinastia Song.

## Pubblicazioni

### L'arte della guerra
Bingfa (Cinese: 兵法; pinyin: bīng fǎ; litt. "Metodi militari") di Fan Li è un lavoro più recente e meno noto sulla strategia militare rispetto al suo omonimo, il famoso L'arte della guerra di Sun Zi.

### L'arte della piscicoltura
Yangyu jing (养鱼经 / 養魚經, yǎngyú jīng, "classico di piscicoltura") di Fan Li è il primo lavoro conosciuto sul pesce d'allevamento.

### Regole d'oro per il successo aziendale
Jingshang baodian (经商宝典 / 經商寶典, jīngshāng băodiăn, "raccolta di affari") di Fan Li, che rimane molto popolare oggi, descrive 12 principi e 12 insidie della gestione aziendale.
Le dodici regole d'oro sono le seguenti abilità:
1. discernere il carattere delle persone attraverso l'esperienza;
2. non pregiudicare mai una prospettiva;
3. rimanere concentrato sugli affari;
4. essere organizzato ;
5. adattarsi, organizzarsi per rispondere rapidamente;
6. controllare il credito, non consentire inadempienze, ottenere ciò che è dovuto;
7. utilizzare il potenziale delle persone impiegate;
8. educare i clienti sul valore delle merci;
9. acquistare saggiamente per entrare in azione;
10. sapere cosa si vende per regione e modalità;
11. stabilire regole e seguirle;
12. prevedere tendenze e cicli di mercato.

Le dodici garanzie sono:
1. nessuna avidità;
2. tempo di fiducia;
3. niente di ostentato;
4. niente di disonesto;
5. riscuotere rapidamente il denaro dovuto;
6. nessuna guerra dei prezzi;
7. nessun comportamento della mandria;
8. adattarsi al ciclo economico e dei prezzi;
9. non rimanere bloccato;
10. non comprare troppo a credito;
11. mantenere i fondi in riserva;
12. non essere ciecamente infatuato di un prodotto.

Le versioni a fumetti o cartoni di questo libro sono ampiamente disponibili in Cina, Hong Kong, Taiwan e Singapore, sia in cinese che in inglese.

### Classico di affari
Inoltre, Fan Li è l'autore di libri classici sulla filosofia aziendale e l'arte del successo aziendale come Tao Zhugong shengyi jing (陶朱公生意经, Táo Zhūgōng shēngyì jīng, "classico degli affari di Tao Zhugong"; noto anche come 陶朱公商经 o 陶朱公商训).

## Postero
Fan Li crede che qualcuno che capisce i soldi dovrebbe essere disposto a rinunciare a quei soldi se diventa un peso. Ritiene che il denaro non dovrebbe essere preso troppo sul serio, ma dovrebbe essere gestito e acquisito secondo una serie di principi da applicare in modo flessibile a seconda della situazione.
Famoso per essere diventato estremamente ricco tre volte e per aver dato tutto ciò che aveva ogni volta, è conosciuto come la persona più ricca e caritatevole della storia cinese. Diventerà postumo uno dei venerati Cai Shen il quinto giorno del capodanno cinese.